# عبد الإله الغلاب
عبد الإله الغلاب مواليد 1997، هو لاعب كرة قدم سعودي يلعب حالياً في نادي الروضة.

## الأندية
كانت بداياته مع نادي هجر، لكن انتقل الي نادي العمران في تاريخ 1 أكتوبر 2020.

## مسيرة اللاعب بالأرقام
آخر تحديث 07 أكتوبر 2020.
| البطولة                          | الفريق       | مباريات | أهداف | بطاقة صفراء | بطاقة حمراء |
| -------------------------------- | ------------ | ------- | ----- | ----------- | ----------- |
| كأس الأمير فيصل بن فهد 2017      | نادي هجر     | 20      | 4     | 3           | 0           |
| االدوري السعودي الأولمبي 2017    | نادي هجر     | 15      | 2     | 1           | 0           |
| دوري الدرجة الثالثة السعودي 2019 | نادي العمران | 11      | 1     | 4           | 0           |